# Filip Špatenka
Filip Špatenka (* 22. února 2004 Praha) je český profesionální fotbalista, který hraje na pozici útočníka nebo křídelníka za český klub FC Slovan Liberec a za český národní tým do 20 let.

## Klubová kariéra
Špatenka je odchovancem pražské Dukly. Špatenka v březnu 2023 podepsal s Duklou Praha svou první víceletou smlouvu. Svůj debut v A-týmu si Špatenka odbyl 4. března 2023, kdy odehrál celé utkání Fortuna:Národní ligy proti Třinci. V sezoně 2023/24 nastoupil do 20 soutěžních utkání a dvěma asistencemi pomohl Dukle k potupu do nejvyšší soutěže.
Svůj debut v české nejvyšší soutěži si Špatenka odbyl 20. července 2024, kdy nastoupil do závěru utkání prvního kola proti Viktorii Plzeň a svým prvním gólem v kariéře mírnil porážku 1:3. Na jaře 2025 se propracoval do základní sestavy, celkem zasáhl v sezoně 2024/25 do 28 utkání, vstřelil 1 branku a přidal 4 asistence.
Špatenka přestoupil v červnu 2025 z pražské Dukly do Slovanu Liberec, na severu Čech čtyřletou smlouvu. 

## Reprezentační kariéra
Špatenka od roku 2022 reprezentuje Česko na mládežnických úrovních.